# Spintrônica
A spintrónica (português europeu) ou spintrônica (português brasileiro) (um neologismo para "eletrônica baseada em spin"), também conhecida como magnetoelectrônica,é uma tecnologia emergente que explora uma propriedade quântica dos elétrons chamada spin, que pode ser influenciada por um campo magnético. O spin se manifesta como um estado magnético de energia fraca, detectável de diferentes formas e relacionado à fração do próprio spin, que pode ser inteiro, meio, etc. No caso do elétron, seu spin pode existir em uma superposição quântica entre os estados "spin para baixo" e "spin para cima".

O uso convencional do estado eletrônico em semicondutores possui razões puramente binárias, onde o estado ou fluxo do elétron representa apenas 0 ou 1, e a faixa de oito bits pode representar um número entre 0 e 255, mas apenas um número de cada vez. Bits quânticos spintrônicos  (conhecidos como qubits) exploram o estado "spin para cima" e "spin para baixo" como superposições de 0 ou 1 intrinsecamente, então, um registrador de dois qubits spintrônicos poderia ter oito estados possíveis ao invés de quatro.

## Aplicações
Graças à spintrônica foi possível, por exemplo, aumentar tremendamente a velocidade de leitura e escrita dos atuais discos rígidos graças a uma tecnologia denominada GMR (giant magnetoresistance) resistência magnética gigante, descoberta pelos Profs.  Albert Fert . e Peter Grünberg . (1988), feito que lhes deu o Prêmio Nobel de Física de 2007. Basicamente essa descoberta baseia-se no fato de que quando os elétrons estão com o seu spin orientado com um definido campo magnético, a resistência à sua passagem diminui muito (resistência elétrica), o que significa maiores correntes para a mesma tensão e portanto maior velocidade no processo de leitura ou gravação, fato que também possibilitou aumentar a densidade de bits nas trilhas dos discos, nos possibilitando hoje discos de muito maior capacidade e em tamanhos físicos ainda menores, como por exemplo os atuais discos de 1 ou 2 TB de tamanho reduzido para notebooks e tablets.
A spintrônica também está presente nas novas memórias de computador, chamadas de memórias MRAM Magnetoresistive Random Access Memory. O propósito desta nova memória é armazenar dados que seriam perdidos caso o computador fosse desligado. Como o spin do elétron é um fenômeno da física do estado sólido, e ocorre independentemente de alimentação de energia externa, ele tornou possível a memória denominada Solid State Memory (memória de estado sólido) que não tem seu estado alterado pela interrupção da energia no sistema, ou seja o usuário pode então desligar e religar o computador que a informação registrada na memória não se altera e portanto pode-se continuar digitando o texto em que se estava trabalhando.
Pesquisadores acreditam que além do armazenamento de dados, a spintrônica pode ser aplicada aos semicondutores, criação de processadores para computadores quânticos, entre outros.
Existe diversas aplicações, mas o ponto forte pesquisado é a utilização do "entrelaçamento" quântico que existe entre os elétrons assim sendo possível transmitir uma informação apenas com o gasto de energia de produzir o primeiro pulso ("girar" um elétron, mudar a orientação do seu spin), pois a partir deste pulso toda a cadeia ligada a este elétron ira responder da mesma forma mudando a orientação do seu spin e não gastando energia a mais para isso.